# God is an Automaton
Albums de Sybreed
The Pulse of Awakening
(2009)
God Is An Automaton est le quatrième  et dernier album avant leur hiatus de 2013 du groupe de metalcore progressif Sybreed. L'album est sorti le 24 septembre 2012 en Europe et le 2 octobre 2012 en Amérique du Nord sous le label Listenable Records. Les enregistrements commencent en décembre 2011 et sont terminés en mai 2012. À partir du 4 juin 2012, le groupe commence à dévoiler chaque lundi un clip de leur album sur leur page SoundCloud.

## Titres
| No  | Titre                        | Durée |
| --- | ---------------------------- | ----- |
| 1.  | Posthuman Manifesto          | 4:49  |
| 2.  | No Wisdom Brings Solace      | 4:37  |
| 3.  | The Line of Least Resistance | 4:32  |
| 4.  | Red Nova Ignition            | 5:08  |
| 5.  | God is an Automaton          | 5:59  |
| 6.  | Hightech versus Lowlife      | 5:15  |
| 7.  | Downfall Inc.                | 5:00  |
| 8.  | Challenger                   | 4:36  |
| 9.  | A Radiant Daybreak           | 5:30  |
| 10. | Into the Blackest Light      | 4:28  |
| 11. | Destruction And Bliss        | 9:44  |

## Musiciens
- Thomas "Drop" Betrisey - Guitare et électronique
- Benjamin Nominet - Chants et texte
- Kevin Choiral - Batterie et percussion
- Ales Campanelli - Basse
- Rhys Fulber - Mixage et arrangements
- Seth Siro Anton - Couverture de l'album et dessins
- Travis Montgomery - Solo de guitare sur Destruction And Bliss